# Križanje sv. Petra (Michelangelo)
Križanje sv. Petra je freska italijanskega renesančnega mojstra Michelangela Buonarrotija (ok. 1546–1550). Je v Cappella Paolina, Apostolski palači, v Vatikanu. To je zadnja freska, ki jo je izdelal Michelangelo.
Umetnik je upodobil sv. Petra v trenutku, ko so ga rimski vojaki dvignili na križ. Pozornost je osredotočil na upodobitev bolečine in trpljenja. Obrazi prisotnih so očitno užaljeni. Papež Pavel III. je to fresko naročil Michelangelu leta 1541 in jo razkril v svoji Cappella Paolina.
Obnova freske, ki je bila dokončana leta 2009, je razkrila podobo, za katero se domneva, da je avtoportret samega Michelangela. Lik stoji v zgornjem levem kotu freske, oblečen v rdečo tuniko in modri turban. Modre turbane so pogosto nosili renesančni kiparji, da bi preprečili prah iz las.

## Sv. Peter
Sveti Peter je znan po svojih številnih lastnostih, kot »skala cerkve«, »prvi Kristusov namestnik« ali prvi papež. Ti atributi, zlasti slednji, so ga naredili za predmet številnih umetniških del v Vatikanu. Sveti Peter je upodobljen, kako prejema ključe nebeškega kraljestva od Kristusa na steni [[Sikstinska kapela|Sikstinske kapele][ v Peruginovi Predaja ključev. Papež Pavel III. je naročil Michelangelu, da naslika še eno fresko sv. Petra okoli leta 1545. V nasprotju s temami moči in slave, ki jih je upodobil Perugino, se je Michelangelo odločil naslikati veliko temnejši trenutek v svetnikovem življenju. Sveti Peter ima status velikega mučenca ne le zato, ker je bil »prvi Kristusov namestnik«, ampak tudi zato, ker je bil tako kot Kristus križan. Čeprav njegova zadnja prošnja ni omenjena v kanonični Novi zavezi, je bilo popularno (zaradi apokrifnega besedila, znanega kot Petrova dela), da je zahteval: »Križaj me z glavo navzdol, ker nisem vreden smrti, kot je umrl moj gospodar«. Freska Križanja je na vzhodni steni kapele Paolina, kar je pomembno, ker so tam kardinali vedno volili novega papeža.

## Formalna analiza in kompozicijski elementi
Ozadje prizora je minimalno izdelano gorsko ozadje. Michelangelo tega ozadja ni podrobno prikazal. Giorgio Vasari pravi: »V teh prizorih ni nobene pokrajine, niti dreves, stavb ali drugih okraskov in variacij.« Gore so naslikane v rahlo modri barvi, ki je morda namenjena povečanju globinske ostrine skozi atmosfersko perspektivo. Teren predstavljen v sredini in ospredju, je bledo rumeno zelene barve, ki je ponekod bolj rumeno oker barve. Edini pravi vertikalni elementi na sliki so figure, ki zavzemajo večino ospredja. Številne skupine ljudi obkrožajo eno veliko osrednjo figuro, ki je nameščena na razpelu. Najbolj impresiven formalni atribut te slike (poleg precejšnje velikosti) je njen osrednji kompozicijski element. Za razliko od mnogih predhodnih prikazov Petrovega mučeništva, ta prikazuje dvig križa – trenutek, preden se je križanje zares začelo.
Kot razpela aktivira kompozicijo in ustvarja veliko več dinamike v siceršnji statični podobi. Močna diagonala ustvarja cikličen vizualni vzorec, ki mu oči sledijo. Če sliko beremo od leve proti desni, figure, ki se vzpenjajo po stopnicah spodaj levo, vodijo oko navzgor proti skupini konjeniških figur. Usmerijo pogled na skupino ljudi, ki so v zgornjem desnem kotu, ki vodijo do enega konca razpela. Drugi konec razpela spet kaže na moške, ki se vzpenjajo po stopnicah. Michelangelo je ustvaril tudi številne močne diagonale s postavitvijo svojih figur in iztegom njihovih rok in nog proti osrednji točki konvergence. Položaj telesa svetega Petra v tem delu je pogosto označen kot Michelangelova najbolj zanimiva inovacija. Kljuboval je konvenciji tako, da je Petrov zgornji del telesa postavil tako, da se mora dvigniti navzgor in zasukati vrat, da bi vzpostavil očesni stik s pogledom gledalca. To je daleč od naslikanih podob zadnjih trenutkov neštetih mučencev, ki je tipično pasiven dvignjen pogled. Svetnikov prodoren pogled nakazuje, da zahteva pričevanje svojega občinstva; zahteva njihovo osredotočenost in pogled ter prosi, da se njegova žrtev ne šteje za zaman.

## Kritika
Ta freska je bila sprva zasmehovana že od trenutka odkritja. Večina kritik je bila osredotočena na to, kar je veljalo za očitno neupoštevanje sorazmernosti. Nekateri so neuspeh te freske pripisali umetnikovemu napredovanju in slabšanju zdravja. Kasneje so nekateri znanstveniki nesorazmerno naravo figur pripisali Michelangelovemu aktivnemu prizadevanju za manieristično tehniko. Steinberg te trditve ovrže s trditvijo, da značilne čokate, mišičaste figure v tem delu ne sovpadajo z gibko idealno telesno vrsto, ki jo imajo raje manieristi. Yael Even navaja, da je Michelangelo šel celo tako daleč, da je žalujoče ženske figure, prisotne na sliki, prepojil z bolj moško kakovostjo.

## Novejše interpretacije
Ta freska je bila stoletja večinoma spregledana in zaradi zanemarjanja zelo poškodovana. V začetku 20. stoletja je bilo nekaj učenjakov, ki so fresko ponovno premislili v novi luči ekspresionizma in abstrakcije. Freska je bila obnovljena leta 1934 kot posledica tega novega zanimanja in poznejše ocene, ki so jo slike pridobile. Šele pred kratkim (v poznih 1980-ih) je znanstvenik po imenu William Wallace predlagal popolnoma nov pogled na to temo. Wallace trdi, da nesorazmerna kakovost figur ni Michelangelova napaka, temveč še en primer njegove genialnosti. Ne gre niti za primer nečesa novega. V tem konkretnem primeru je Michelangelo uporabil sorazmerje, da bi kompenziral nekatera odstopanja, ki jih povzročajo različni pogledi. Fresko je zasnoval v skladu s tem, kar bi gledalec na tleh videl in ne z »idealnim« čelnim pogledom, ki ga večina ljudi vidi na fotografijah ali reprodukcijah. Michelangelo je znan po tej nagnjenosti k manipuliranju proporcev zaradi perspektive ali povečanja učinkov. Te metode je zlasti uporabil pri kipu Mojzesa, ki ga je izklesal za nagrobnik papeža Julija II..

## Čas in prostor
Po Wallaceovem mnenju prava inovacija v tem delu izvira iz vključitve časa in prostora v celotno kompozicijo freske. Predpostavlja, da je Michelangelo zasnoval kompozicijo s predstavo, da bi jo gledali, ko se sprehajamo po osrednjem hodniku ozke kapele na procesijski način. Videz freske se bistveno spremeni, ko se sprehaja z enega konca kapele na drugega. Najbolj priljubljena točka spora v primeru Križanja svetega Petra je nenormalno velika predstavitev Petra samega. Medtem ko je Peter v resnici skrajno nesorazmeren z »idealnega« frontalnega pogleda, je popolnoma sorazmeren (in še pomembneje, vedno viden) z vseh drugih zornih kotov. Michelangelo je dejansko uporabil perspektivo, da bi sliko naredil nekaj, kar lahko človek sčasoma doživi, in ji dal nekoliko »kinematografsko kakovost«.

## Arhitekturni in okoljski kontekst
Wallace navaja, da je Michelangelo poleg zasnove te freske v smislu perspektive upošteval tudi arhitekturni in okoljski kontekst, v katerega naj bi bila postavljena. Spreobrnjenje sv. Savla (ali sv. Pavla) se pogosto razpravlja v povezavi z Križanjem sv. Petra. V veliki meri je to zato, ker sta bili obe freski naročeni skupaj, vendar je to mogoče pripisati tudi temu, kako sta bili podobi ustvarjeni kot folije ena druge. Spreobrnjenje sv. Pavla (kot pove že njegov naslov) predstavlja spreobrnjenje odvetnika iz Tarza po imenu Savel (mož, ki je preganjal kristjane) v Kristusovega sledilca. V knjigi Apostolska dela Pavel navaja, da je videl nemogoče svetlo luč in slišal sam Kristusov glas. Slepeče svetla svetloba je vrh te zgodbe; prav zaradi tega se je Michelangelo odločil, da to sliko umesti na zahodno steno z vzhodno izpostavljenostjo – tako, da bi luneta nad Križanjem sv. Petra zagotavljala močno svetlobo, ki jo bo osvetljevala ves dan. Nasprotno, ker je Križanje sv. Petra veliko temnejša zgodba, je na vzhodni steni, ki je obrnjena proti zahodu. Zaradi ovire, ki jo povzroča sosednja stavba, je ta freska osvetljena le zelo omejeno časovno obdobje ob koncu dneva. Nekateri domnevajo, da je to del razloga, zakaj je bila tako dolgo spregledana. Wallace predlaga, da je Michelangelo nameraval s to kontrastno temo poudariti resnost teme.

## Omejena dostopnost
Navsezadnje, kljub prizadevanjem sodobnih znanstvenikov, da bi ponazorili genialnost teh del, ostajajo razmeroma nejasna. To je predvsem posledica dejstva, da turistom ni dovoljeno vstopiti v kapelo Paulino, ker je to sveti prostor. Večina tistih, ki poznajo ta dela, jih nikoli ne bo imela priložnosti videti v živo. Po Williamsovem mnenju nobeno drugo Michelangelovo delo ni bilo nikoli tako močno napačno predstavljeno v reprodukcijah. Edini način, da si ogleda ta dela, kot jih je umetnik nameraval videti, je videti in situ.

## Galerija
- Detajl